# Curium-247
Curium-247 of 247Cm is een radioactieve isotoop van curium, een actinide en transuraan element. De isotoop komt van nature niet op Aarde voor.
Curium-247 kan ontstaan door radioactief verval van americium-247 of californium-251.
{\displaystyle {\ce {{^{247}_{95}Am}->{^{247}_{96}Cm}+{e^{-}}+{\bar {\nu }}_{e}}}}
{\displaystyle {\ce {{^{251}_{98}Cf}->{^{247}_{96}Cm}+\,_{2}^{4}\alpha }}}

## Radioactief verval
Curium-247 vervalt hoofdzakelijk onder uitzending van alfastraling tot de radio-isotoop plutonium-243:
{\displaystyle {\ce {{^{247}_{96}Cm}->{^{243}_{94}Pu}+\,_{2}^{4}\alpha }}}
De halveringstijd bedraagt 15,6 miljoen jaar. Daarmee is het de langstlevende isotoop van curium.
231Cm · 232Cm · 233Cm · 234Cm · 235Cm · 236Cm · 237Cm · 238Cm · 239Cm · 240Cm · 241Cm · 242Cm · 243Cm · 243mCm · 244Cm · 244mCm · 245Cm · 245mCm · 246Cm · 247Cm · 248Cm · 249Cm · 249mCm · 250Cm · 251Cm · 252Cm